# Сезон ФК «Карпати» (Львів) 2008—2009
| «Карпати» (Львів) у сезоні 2008/09 | «Карпати» (Львів) у сезоні 2008/09        |
| ---------------------------------- | ----------------------------------------- |
| Ліга                               | Прем'єр-ліга                              |
| Місце в лізі                       | 9                                         |
| Раунд у Кубку                      | 1/16                                      |
| Головний тренер                    | Олег Кононов                              |
| Президент                          | Петро Димінський                          |
| Стадіон                            | «Україна», Львів                          |
| Капітан                            | Сергій Пшеничних                          |
| Найбільше матчів у лізі            | Всеволод Романенко, Ігор Худоб'як — по 29 |
| Найкращий бомбардир у лізі         | Сергій Кузнецов — 10                      |

Сезон «Карпат» (Львів) 2008—2009 — 18-й сезон футбольного клубу «Карпати» (Львів) у футбольних змаганнях України. У чемпіонаті команда посіла 9-те місце. У Кубку України клуб дійшов до 1/16 фіналу. Молодіжна команда «Карпат» посіла 8-ме місце у першості України серед молодіжних складів.

## Чемпіонат
| Місце | Клуб                       | «Карпати» — клуб | «Карпати» — клуб | І  | В  | Н  | П  | М     | О  |
| Місце | Клуб                       | удома            | у гостях         | І  | В  | Н  | П  | М     | О  |
| --- | -------------------------- | ---------------- | ---------------- | -- | -- | -- | -- | ----- | -- |
| | «Динамо» (Київ)            | 1:4              | 0:4              | 30 | 26 | 1  | 3  | 71-19 | 79 |
| | «Шахтар» (Донецьк)         | 1:1              | 0:1              | 30 | 19 | 7  | 4  | 47-16 | 64 |
| | «Металіст» (Харків)        | 0:2              | 1:1              | 30 | 17 | 8  | 5  | 44-25 | 59 |
| 4 | «Металург» (Донецьк)       | 1:1              | 0:1              | 30 | 14 | 7  | 9  | 36-27 | 49 |
| 5 | «Ворскла» (Полтава)        | 0:0              | 1:2              | 30 | 14 | 7  | 9  | 32-26 | 49 |
| 6 | «Дніпро» (Дніпропетровськ) | 0:0              | 0:1              | 30 | 13 | 9  | 8  | 34-25 | 48 |
| 7 | «Металург» (Запоріжжя)     | 0:0              | 0:0              | 30 | 12 | 9  | 9  | 29-30 | 45 |
| 8 | «Таврія» (Сімферополь)     | 0:1              | 4:1              | 30 | 10 | 7  | 13 | 41-45 | 37 |
| 9 | «Карпати» (Львів)          |                  |                  | 30 | 8  | 10 | 12 | 33-39 | 34 |
| 10 | «Чорноморець» (Одеса)      | 3:0              | 0:3              | 30 | 12 | 2  | 16 | 34-42 | 32 |
| 11 | «Арсенал» (Київ)           | 3:2              | 0:4              | 30 | 8  | 8  | 14 | 26-33 | 32 |
| 12 | «Кривбас» (Кривий Ріг)     | 3:0              | 1:1              | 30 | 8  | 8  | 14 | 21-36 | 32 |
| 13 | «Зоря» (Луганськ)          | 1:1              | 0:1              | 30 | 8  | 7  | 15 | 29-45 | 31 |
| 14 | «Іллічівець» (Маріуполь)   | 1:0              | 5:1              | 30 | 7  | 5  | 18 | 31-54 | 26 |
| 15 | ФК «Львів» (Львів)         | 2:1              | 4:2              | 30 | 6  | 8  | 16 | 24-39 | 26 |
| 16 | ФК «Харків» (Харків)       | 0:2              | 1:1              | 30 | 2  | 9  | 19 | 19-50 | 12 |
| Команда «Чорноморець» позбавлена шести турнірних очок згідно з рішенням Дисциплінарного комітету ФІФА від 06.11.2008 року. Команда ФК «Харків» позбавлена трьох очок згідно з рішенням ДК ПЛ від 6.05.2009 року. |                            |                  |                  |    |    |    |    |       |    |

### Статистика гравців
У чемпіонаті за клуб виступали 25 гравців:
| №            | Футболіст                         | Дата народження   | Країна   | Ігри     | Голи     |
| Воротарі     | Воротарі                          | Воротарі          | Воротарі | Воротарі | Воротарі |
| ------------ | --------------------------------- | ----------------- | -------- | -------- | -------- |
| 21           | Новак Андрій Юрійович             | 6 грудня 1988     | Україна  | 1        | 4п       |
| 1            | Романенко Всеволод Вадимович      | 24 березня 1977   | Україна  | 29       | 35п      |
| Захисники    |                                   |                   |          |          |          |
| 27           | Гурський Андрій Петрович          | 30 серпня 1988    | Україна  | 1        | 0        |
| 5            | Мілошевіч Іван                    | 3 листопада 1984  | Сербія   | 24       | 0        |
| 8            | Ощипко Ігор Дмитрович             | 25 жовтня 1985    | Україна  | 28       | 2        |
| 15           | Петрівський Тарас Степанович      | 3 лютого 1984     | Україна  | 21       | 0        |
| 33           | Тарасенко Євген Володимирович     | 3 березня 1983    | Україна  | 4        | 1        |
| 2            | Федорів Володимир Миколайович     | 29 липня 1985     | Україна  | 15       | 0        |
| Півзахисники |                                   |                   |          |          |          |
| 28           | Бідловський Володимир Зіновійович | 31 травня 1988    | Україна  | 3        | 0        |
| 7            | Годвін Самсон                     | 11 листопада 1983 | Нігерія  | 14       | 0        |
| 32           | Голодюк Олег Юрійович             | 2 січня 1988      | Україна  | 18       | 1        |
| 20           | Женюх Олег Васильович             | 22 березня 1987   | Україна  | 1        | 0        |
| 19           | Кобін Василь Васильович           | 24 травня 1985    | Україна  | 28       | 3        |
| 18           | Кополовець Михайло Михайлович     | 29 січня 1984     | Україна  | 22       | 1        |
| 14           | Пшеничних Сергій Миколайович      | 19 листопада 1981 | Україна  | 28       | 2        |
| 34           | Сагайдак Андрій Васильович        | 2 січня 1989      | Україна  | 1        | 0        |
| 25           | Ткачук Андрій Миколайович         | 18 листопада 1987 | Україна  | 26       | 0        |
| 16           | Худоб'як Ігор Ярославович         | 20 лютого 1985    | Україна  | 29       | 4        |
| Нападники    |                                   |                   |          |          |          |
| 99           | Гурулі Александер                 | 9 листопада 1985  | Грузія   | 22       | 1        |
| 11           | Зеньов Сергей                     | 20 квітня 1989    | Естонія  | 28       | 1        |
| 9            | Кожанов Денис Станіславович       | 13 червня 1987    | Україна  | 24       | 5        |
| 79           | Кузнецов Сергій Сергійович        | 31 серпня 1982    | Україна  | 23       | 10       |
| 55           | Тубіч Неманья                     | 8 квітня 1984     | Сербія   | 13       | 0        |
| 10           | Фещук Максим Ігорович             | 25 листопада 1985 | Україна  | 11       | 1        |
| 35           | Фурта Юрій Ярославович            | 31 травня 1988    | Україна  | 5        | 1        |

## Кубок України
| Етап | Дата            | Господар          | Рахунок | Гість             |
| ---- | --------------- | ----------------- | ------- | ----------------- |
| 1/16 | 14 вересня 2008 | ПФК «Олександрія» | 1:0     | «Карпати» (Львів) |